# Liste der vom NS-Regime vertriebenen und ermordeten Wiener Philharmoniker
Die Liste der vom NS-Regime vertriebenen und ermordeten Wiener Philharmoniker umfasst ohne Anspruch auf Vollständigkeit, soweit bekannt, jene Mitglieder der Wiener Philharmoniker, die vom NS-Regime abgesetzt oder entfernt, verhaftet, zur Emigration gezwungen, in den Suizid getrieben oder ermordet wurden. Diese Liste beruht auf den Angaben von Bernadette Mayrhofer, die auf der Website des Orchesters veröffentlicht wurden.

## Zitat
„Warum darf ich nicht mit ihnen musizieren? Ich gehöre doch dazu! Ich bin doch der Konzertmeister!“

## Namensliste
| Wiener Philharmoniker |                         |                                         | |
| Name                  | Instrument              | geboren                                 | weiterer Lebensweg |
| Hugo Burghauser       | Fagott                  | 27. Februar 1896 in Wien                | Flucht nach Toronto, später nach New York |
| Friedrich Buxbaum     | Solocellist             | 23. September 1869 in Wien              | Emigration nach London |
| Daniel Falk           | Violine                 | 17. Jänner 1898 in Stanislau            | Flucht nach New York |
| Paul Fischer          | Violine                 | 31. August 1876 in Wien                 | Verstarb am 4. November 1942 – „nach Entlassung, gewaltvoller Delogierung und Zwangsumsiedelung, finanzieller Not, Krankheit, miserabler Wohnbedingungen, etc.“ – 66-jährig im jüdischen Krankenhaus in Wien-Leopoldstadt |
| Leopold Föderl        | Violine                 | 6. November 1892 in Wien                | Flucht nach Chicago, 1953 Rückkehr nach Wien |
| Josef Geringer        | Violine                 | 9. März 1892 in Sniatyn                 | Flucht nach New York |
| Moriz Glattauer       | Violine                 | 16. Jänner 1870 in Wien                 | Deportiert und im KZ ermordet |
| Ricardo Odnoposoff    | Violine, Konzertmeister | 24. Februar 1914 in Buenos Aires        | Flucht über Brüssel nach Buenos Aires, später nach New York, 1956 Rückkehr nach Wien |
| Viktor Robitsek       | Violine                 | 19. Mai 1877 in Wien                    | Deportiert und im KZ ermordet |
| Arnold Rosé           | Violine, Konzertmeister | 24. Oktober 1863 in Jassy               | Flucht nach London, dort am 25. August 1946 verstorben |
| Berthold Salander     | Violine                 | 26. Oktober 1887 in Wien                | Flucht nach New York |
| Max Starkmann         | Violine, Viola          | 2. Oktober 1880 in Wien                 | Deportiert und im KZ ermordet |
| Julius Stwertka       | Violine, Konzertmeister | 7. März 1872 in Wien                    | Deportiert und im KZ ermordet |
| Armin Tyroler         | Oboe                    | 14. September 1873 in Turocz St. Martón | Deportiert und im KZ ermordet |
| Anton Weiss           | Violine                 | 1. Jänner 1875 in Schwechat             | Verstarb am 1. Dezember 1940 an einem Schlaganfall – infolge Delogierung aus seiner Wohnung |
| Ludwig Wittels        | Violine                 | 21. März 1896 in Wien                   | Flucht nach New York |

Quellen für Entlassungen, Vertreibungen und Ermordungen: